# RPG不動產
《RPG不動產》是由險持智代以四格漫畫形式創作的日本漫畫，在《Manga Time Kirara Carat》2018年6、7月號客串刊載後，於2018年7月27日發售的《Manga Time Kirara Carat》9月號正式開始連載至2022年12月号。改編電視動畫於2022年4月6日至6月22日首播，共12集。

## 故事簡介
在打敗魔王，迎來世界和平的十五年後，剛從學校畢業的魔術師風色琴音，來到王國直屬的RPG不動產尋找新居與就業，並與一同工作的亞人弗雅、僧侶虂芙莉亞、戰士拉琪拉，幫忙各式各樣的客人尋找合適的新居。

## 登場人物
風色琴音（聲：井上穗乃花）
職業為魔術師。本作主角。剛從學校畢業，對獨自一人的冒險生活沒有自信，於是便從偏遠的鄉下來到王國直屬的RPG不動產就職。有著紮著馬尾的粉色頭髮及戴著花形耳環。與弗雅是鄰居。動畫後半為了要阻止恢復原形且失控的弗雅而對他傳話，但被爪子給掃中陷入瀕死狀態，騷動結束後靈魂由莉莉找到並再次復活與大家重逢，和所有人一起調職到火山島上居住。
弗雅／法芙尼爾（聲：木野日菜／桑島法子（法芙尼爾））
職業未知，RPG不動產所屬，前魔王的女兒。有著水藍色的三股辮髮型和像龍一般的尾巴。是由神官薩托娜從森林裡撿回來撫養的。能理解亞人的語言，在與亞人應對時能居中進行翻譯。與琴音是鄰居，經常不穿衣服睡覺。動畫版後半由於有報社指出在神秘巨龍作亂過的地方曾出現一名身分不明的女孩，疑似是他本人的緣故一度由國王派軍隊來收押他。回復成原形後的模樣為有四隻翅膀的淺藍白色巨龍，曾在無法控制自己下誤傷琴音。故事後期確定真實身分為大魔王拉斯提爾的女兒，名為法芙尼爾。
虂芙莉亞（聲：川井田夏海）
職業為僧侶，RPG不動產所屬。和拉琪拉是青梅竹馬。為戰爭後沒落的武器世家後代。夢想是成為神官，對是神官的上司薩托娜十分憧憬。喜歡可愛的東西，若沒有玩偶的陪伴便睡不著覺。與拉琪拉同住。
拉琪拉（聲：石見舞菜香）
職業為戰士，RPG不動產所屬。與虂芙莉亞是青梅竹馬。有著一頭黑色的雙馬尾。小時候留的是和男孩子一樣的短髮，後來因為老是被女孩子告白而將頭髮留長。擅長料理，在店裡建有廚房。與虂芙莉亞同住。
薩托娜（聲：日笠陽子）
職業為神官。琴音等人的上司，也是虂芙莉亞憧憬的存在。撫養了年幼的弗雅，並將其安置於RPG不動產。
塞拉（聲：高橋未奈美）
薩托娜的部下。每當工作出錯時便會擔心被薩托娜處罰。與同事莫娜關係良好。
莫娜（聲：黑木穗乃香）
薩托娜的部下。時而帶著笑容展露出毒舌的一面。
狐白、兔月（聲：大久保瑠美（狐白）、金子彩花（兔月））
薩托娜的另外兩名自願當部下的女性。
國王大人（聲：小形滿）
對引起巨龍騷動的弗雅不追究下，命令弗雅和琴音他們搬家到火山島的國王。
拉斯提爾（聲：桑島法子）
弗雅的生母。龍之一族的族長，但在人類世界一側被稱呼為魔王。和弗雅相同能理解亞人的語言。

### 客人
露娜·狄特蘭（聲：井上喜久子）
職業為英雄之一的大賢者。雖然在冒險結束後官方提供許多豪華的住處但都不習慣，想要居住在安靜且樸素的居所。
莉莉（聲：前田佳織里）
職業為死靈法師。能把與其結下契約的靈魂注入在人偶內使喚，同時也能死者復活。後來在火龍引起騷動後於不動產門口外發現琴音的靈魂並將其重新復活。
托托（聲：關根明良）
與琴音同鄉的女性，職業為公會櫃台人員。正在尋找能與獨角獸寵物小白（聲：大塚明夫／依田菜津(幼年)）居住的房屋。弗雅被王國軍收押途中曾協助琴音來到現場向他傳話。
寶拉（聲：高垣彩陽）
職業為吟遊詩人，其等級達到99以上，露芙莉亞稱之為「能拯救世界的等級」。因過去受到詛咒使自己的歌聲具有破壞力，後來被佔據某個鬼屋的惡魔哈迪斯取走詛咒後恢復成普通的歌聲。
塔莎（聲：高尾奏音）
職業為超級歌星，13歲。由於從事偶像活動後瞬間爆紅，然後在外行動時被太多粉絲追逐的關係導致自己經常回不了家。因身為超級歌星以及偶像活動的可觀收入而決定入住琴音介紹給他的24小時常駐警衛且安全性高的高級住宅。
貓衛門（聲：金光宣明）
住在森林中的溫泉民宿老闆。從外表、眼睛跟嗜好來看明顯是貓族，由於說話速度快且為關西方言的關係使弗雅翻譯的很辛苦。因為在大戰後冒險家數量大減使溫泉民宿門可羅雀，所以在考慮更改部分房屋的物件。
卡莎（聲：小原好美）
職業為占卜師。占卜結果非常準，能與所有人對談如流。在占卜著自己命中注定的房屋後意外遇到某位住在樓下的青年並開始交往，得知琴音心中的不安後提出相關建議並給予護身符。
伊莎娜（聲：內田彩）
職業為歷史調查員，有「會走動的圖書館」的稱號。實際年齡840歲的精靈族少女，在好友貓衛門介紹下來到RPG不動產找房子，其挑選的房子種類為無論住幾百年都不會腐朽的類型。後來因為弗雅與報紙上所刊載的神秘女孩有其關聯而向上級通報該事，而使弗雅被收押。
露芙安
住在火山島的風水師幽靈。喜歡喝酒。過世時享年95歲，而心靈則停留在14歲的狀態。於故事中約50年前過世，相關知識也因此停留在那個時間點，由於恐懼自己照顧的花卉被士兵們給毀壞，而在判斷下向琴音託夢後消逝。

### 其他
火龍（聲：本田貴子）
王國的報紙上所刊登，在人類世界引起騷動的火龍。後來經由弗雅翻譯之下得知她已有身孕，在原本的火山居住地能源枯竭後想找地方生孩子，但中途會突然失去理性（被拉斯提爾操縱）引起騷動下由弗雅帶路。在王都舉辦完慶功宴後隨琴音一行人安置在火山島上。

## 出版書籍
| 卷數 | 芳文社         | 芳文社                 |
| 卷數 | 發售日期       | ISBN                   |
| ---- | -------------- | ---------------------- |
| 1    | 2019年4月25日  | ISBN 978-4-8322-7090-9 |
| 2    | 2020年3月27日  | ISBN 978-4-8322-7180-7 |
| 3    | 2021年4月27日  | ISBN 978-4-8322-7270-5 |
| 4    | 2022年4月27日  | ISBN 978-4-8322-7361-0 |
| 5    | 2023年2月27日  | ISBN 978-4-8322-7420-4 |
| 6    | 2023年11月27日 | ISBN 978-4-8322-9503-2 |

## 電視動畫
2021年2月26日，宣佈將獲改編為電視動畫。2022年3月27日，在AnimeJapan 2022的KADOKAWA攤位舉辦舞台活動，出席聲優包括井上穗乃花、木野日菜、川井田夏海和石見舞菜香。

### 工作人員
- 原作：險持智代（日语：険持ちよ）（芳文社《Manga Time Kirara Carat》連載）
- 導演：越田知明
- 劇本統籌：中村能子
- 人物設計：谷口元浩
- 道具设计：松本惠
- 美术监督：川口正明
- 色彩設計：真壁源太
- 攝影監督：福岡由惟
- 編輯：今井大介
- 音響監督：
- 音響效果：風間結花
- 音乐：宮崎誠
- 音乐制作：日本古伦美亚
- 動畫製作：動畫工房
- 制作：RPG不動産製作委員会[7]

### 主題曲
片頭曲《Make Up Life!》
主唱：風色琴音（井上穗乃花）、弗雅（木野日菜）、虂芙莉亞（川井田夏海）、拉琪拉（石見舞菜香）
片尾曲《Awesome!》
主唱：Maneki Kecak

### 各話列表
| 話數   | 日文標題 | 中文標題                                       | 劇本     | 分鏡               | 演出       | 作畫監督                                                           | 總作畫監督                   | 首播日期 （2022年） |
| ------ | -------- | ---------------------------------------------- | -------- | ------------------ | ---------- | ------------------------------------------------------------------ | ---------------------------- | ------------------- |
| 第1間  |          | 歡迎來到RPG不動產！第一次找房子！              | 中村能子 | 越田知明           | 越田知明   | 曾我篤史、、前田善宏                                               | 谷口元浩                     | 4月6日              |
| 第2間  |          | 棘手房源！初次出差前往魔王城！                 | 中村能子 | 西田正義           | 淺見松雄   | 平塚知哉、立口德孝、                                               | 谷口元浩                     | 4月13日             |
| 第3間  |          | 出現啦！龍與鬧鬼與巨大魔力！？                 | 越田知明 | 祝浩司             | 中田裕兒   | 宇井川真明、曾井良紀、、規山千夏                                   | 久保茉莉子                   | 4月20日             |
| 第4間  |          | 永遠在一起！充滿寵物、夢想 以及友情的房間！    | 中村能子 | 關野關十           | 關野關十   | 平塚知哉、立口德孝、                                               | 谷口元浩                     | 4月27日             |
| 第5間  |          | 夏天！找到了和泳裝超搭的房子！                 | 越田知明 | 吉川博明、西田正義 | 藏本穗高   | 曾我篤史                                                           | 中尾和麻、平塚知哉           | 5月4日              |
| 第6間  |          | 第6话 獻給死神的旋律！？朋友嘛！大家和睦相處！ | 土屋理敬 | 祝浩司             | 淺見松雄   | 久保茉莉子                                                         | 近響子、南部廣海、曾我篤史、 | 5月11日             |
| 第7間  |          | 門門門！開門一看，哇♡向暑假前進！              | 中村能子 | 荒井省吾           | 竹内崇     | 平塚知哉、立口德孝、近響子、南部広海                               | 谷口元浩                     | 5月18日             |
| 第8間  |          | 什麼！？占卜能算出命中注定的房子嗎！？         | 土屋理敬 |                    | 殿勝秀樹   | 中岡和麻、本谷愛、                                                 | 曾我篤史                     | 5月25日             |
| 第9間  |          | 喵！離達成目標還差一間！藉千年星祭實現願望吧！ | 土屋理敬 | 祝浩司             | 藏本穂高   | 近響子、南部広海、平塚知哉、立口徳孝、                             | 久保茉莉子                   | 6月1日              |
| 第10間 |          | 長壽的煩惱！總之就是要能結實久住的房子！       | 中村能子 | 西田正義           | 濱崎徹     | 中尾和麻、本谷愛、曾我篤史、近響子、平塚知哉、南部広海             | 谷口元浩                     | 6月8日              |
| 第11間 |          | 弗雅，一起回家吧                               | 中村能子 | 祝浩司             | 野木森達哉 | 曾我篤史、平塚知哉、立口徳孝、近響子、南部広海、、中尾和麻、本谷愛 | 久保茉莉子                   | 6月15日             |
| 第12間 |          | 感謝大家！RPG不動產踏上新的旅程！              | 中村能子 | 越田知明           | 藏本穗高   | 中尾和麻、曾我篤史、平塚知哉、本谷愛、立口徳孝、南部広海、         | 谷口元浩                     | 6月22日             |

### 播映平台
| 播映地區         | 播映平台 | 播映日期       | 播映時間（UTC+8） | 備註   |
| ---------------- | -------- | -------------- | ----------------- | ------ |
| 中國大陸         | bilibili | 2022年4月6日－ | 星期三 22:00      | [ 9 ]  |
| 香港、澳門、台灣 | bilibili | 2022年4月6日－ | 星期三 22:00      | [ 10 ] |

## 外部連結
- 漫畫官方網站 （页面存档备份，存于）（日語）
- 電視動畫官方網站 （页面存档备份，存于）（日語）
- 電視動畫的X（前Twitter）（日語）